# 쇼도시마정
쇼도시마정(일본어: 小豆島町)은 일본 가가와현 쇼즈군의 정이다.
2006년 3월 21일에 쇼즈군의 이케다정, 우치노미정이 합병해 탄생했고 일본 올리브 재배의 발상지로 여겨진다. 소면, 간장, 해산물 조림의 생산도 많다.

## 지리
세토 내해의 쇼도섬 남동부에 위치한다.

## 역사
- 1890년 2월 15일 - 정촌제 시행으로 이케다촌, 니부촌, 미토촌, 야스다촌, 노마촌, 구사카베촌, 후쿠다촌이 성립하였다.
- 1917년 1월 1일 - 구사카베촌이 정으로 승격해 구사카베정이 되었다.
- 1929년 5월 5일 - 이케다촌이 정으로 승격해 이케다정이 되었다.
- 1951년 4월 1일 - 니시촌, 구사카베정, 야스다촌, 노마촌, 사카테촌이 합병해 우치노미정이 탄생하였다.
- 1954년 10월 1일 - 이케다정, 니부촌, 미토촌이 합병해 이케다정이 성립하였다.
- 1957년 3월 31일 - 우치노미정과 후쿠다촌이 합병해 우치노미정이 성립하였다.
- 2006년 3월 21일 - 쇼즈군의 이케다정, 우치노미정이 대등 합병해 쇼도시마정이 성립하였다.

### 인구
|                                                | |
| 쇼도시마정의 전국의 연령별 인구 분포（2005년） | 쇼도시마정의 연령·남녀별 인구 분포（2005년）                                                                           |
| ■자주색 ― 쇼도시마정 ■녹색 ― 일본전국          | ■파랑색 ― 남자 ■빨간색 ― 여자                                                                                          |
| · 쇼도시마정（에 해당되는 지역）의 인구추이    | |
| 일본 총무성 통계국 국세조사 결과               | |
|                                                | 기술적 문제로 인해 그래프를 일시적으로 사용할 수 없습니다. 파브리케이터와 미디어위키 위키에 더 자세한 정보가 있습니다. |

|                     |          |  |
| 1970년（쇼와45년）  | 23,448명 |  |
| 1975년（쇼와50년）  | 22,519명 |  |
| 1980년（쇼와55년）  | 22,170명 |  |
| 1985년（쇼와60년）  | 21,433명 |  |
| 1990년（헤세2년）   | 20,455명 |  |
| 1995년（헤세7년）   | 19,700명 |  |
| 2000년（헤세12년）  | 18,303명 |  |
| 2005년（헤세17년）  | 17,257명 |  |
| 2010년（헤세22년）  | 16,152명 |  |
| 2015년（헤세27년）  | 14,862명 |  |
| 2020년（레이와2년） | 13,870명 |  |

|-

## 교통

### 도로
- 국도 제436호선